# Cugaru (město)
Cugaru (japonsky つがる市) je město v prefektuře Aomori v Japonsku. K roku 2019 v něm žilo přes jednatřicet tisíc obyvatel.

## Poloha
Cugaru leží na západním pobřeží Cugarského poloostrova u severního konce Honšú, největšího japonského ostrova, na břehu Japonského moře. Nachází se západně od Aomori a severně od Hirosaki.

## Dějiny
Cugaru vzniklo k 11. únoru 2005 sloučením několika menších obcí s městysem Kizukuri.

### Rodáci
- Asahifudži Seija (*1960), zápasník sumó